# Clinical Microbiology and Infection
Clinical Microbiology and Infection, abgekürzt CMI oder Clin. Microbiol. Infect., ist eine wissenschaftliche Fachzeitschrift, die von Elsevier im Auftrag der European Society of Clinical Microbiology and Infectious Diseases veröffentlicht wird. Die Zeitschrift wurde 1995 gegründet und erscheint derzeit mit zwölf Ausgaben im Jahr. Es werden Arbeiten veröffentlicht, die sich mit der Diagnostik und Therapie von Infektionskrankheiten und allen Aspekten der medizinischen Mikrobiologie beschäftigen.
Der Impact Factor lag im Jahr 2020 bei 6.425. 